# Petalodes compressor
Petalodes compressor är en stekelart som först beskrevs av Herrich-Schäffer 1838.  Petalodes compressor ingår i släktet Petalodes och familjen bracksteklar. Arten är reproducerande i Sverige. Inga underarter finns listade i Catalogue of Life.